# Salustiano Candia
Salustiano Candia Galeano (Asunción, Paraguay, 8 de junio de 1983) es un futbolista paraguayo que juega como defensor en el Ovetense FC de la Liga Ovetense de Fútbol. Fue internacional absoluto con la selección de fútbol de Paraguay con la que disputó 10 encuentros entre 2012 y 2017.

## Trayectoria
El club que le permitió debutar fue el paraguayo, Club Sportivo 2 de Mayo. Su trayectoria también incluye al club mexicano Tiburones Rojos de Veracruz, y clubes argentinos como Godoy Cruz, Olimpo de Bahía Blanca y Colón. Declarado Olimpista de corazón, en 2012 es el nuevo refuerzo del Club Olimpia para jugar los cuatro torneos que el club debe encarar en el año, que son la Copa Libertadores de América, la Copa Sudamericana y los torneos locales el Apertura y Clausura. A finales de noviembre de 2013 se da a conocer que es nuevo refuerzo del Atlante FC de México.

## Selección nacional
Debutó en la selección de Paraguay el 15 de febrero de 2012 ante Chile por un encuentro amistoso.

## Clubes
| Club                    | País      | Año       |
| ----------------------- | --------- | --------- |
| Sp. 2 de Mayo           | Paraguay  | 2005-2007 |
| Godoy Cruz              | Argentina | 2007      |
| Olimpo                  | Argentina | 2007-2008 |
| Veracruz                | México    | 2008      |
| Colón                   | Argentina | 2008-2011 |
| Olimpia                 | Paraguay  | 2012-2017 |
| Atlante (préstamo)      | México    | 2014      |
| Libertad                | Paraguay  | 2017-2018 |
| Cerro Porteño           | Paraguay  | 2019      |
| Guaireña FC             | Paraguay  | 2020-2021 |
| River Plate             | Paraguay  | 2022      |
| Club Sportivo Tayazuapé | Paraguay  | 2023      |
| Club Cerro Cora Yhu     | Paraguay  | 2023      |
| Ovetense FC             | Paraguay  | 2023-act. |

## Palmarés

### Títulos nacionales
| Título          | Club     | País     | Año  |
| --------------- | -------- | -------- | ---- |
| Torneo Clausura | Olimpia  | Paraguay | 2015 |
| Torneo Apertura | Libertad | Paraguay | 2017 |

## Estadísticas
- Todos sus partidos en Colón (enlace roto disponible en Internet Archive; véase el historial, la primera versión y la última).